# 奥拉斯·塞巴斯蒂亚尼

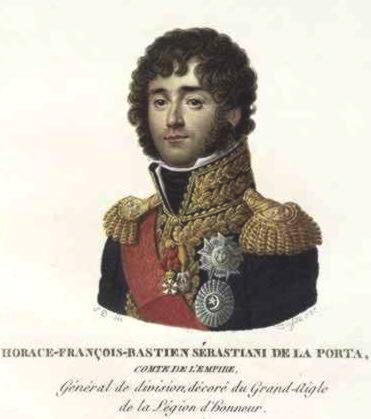
奥拉斯·塞巴斯蒂亚尼，菲利普·约瑟夫·塔萨埃尔作品，约 1800

奥拉斯·弗朗索瓦·巴斯蒂安·塞巴斯蒂亚尼·德·拉波塔（法語：Horace François Bastien Sébastiani de La Porta，1771年11月11日—1851年7月20日) 法国军人、外交官和政治家。年轻的时候加入法国革命军队，成为拿破仑·波拿巴的支持者，1801-1802年在土耳其、埃及和叙利亚任拿破仑第一内阁的外交使节，1806-1807年任驻君士坦丁堡大使。七月革命后曾任海军部长（1830）、外交部长(1830-1832)和国务部长，随后的几年里，他担任驻两西西里王国（1833-1835）和伦敦大使(1835-1840)。

## 生平
塞巴斯蒂亚尼出生在法国上科西嘉拉波塔，是一个裁缝的儿子，在父母的期待中本应该进入教会工作，不过他却选择了军队。1792年法国大革命期间他进入军队，1793年在科西嘉岛任副官，1794 - 1797年在阿尔卑斯军团任上尉，他所在的第9龙骑兵团后来加入了拿破仑将军的意大利军团，在这位将军的指挥下他们赢得了许多战役，比如阿尔科拉等。1798年塞巴斯蒂亚尼被提拔为骑兵少校，次年4月再次被晋升为骑兵上校，不过在晋升一周后塞巴斯蒂亚尼就在Verderio的战斗中被俘，不过立即就被释放了。
随后塞巴斯蒂亚尼被调到了巴黎任职，他支持拿破仑的政治行动，11月9日他参与发动了雾月政变。1800年他同预备军团一起翻越了阿尔卑斯山，并参加了马伦哥战役。1801年1月塞巴斯蒂亚尼占领了特拉维索，在马尔蒙的帮助下他同奥地利人进行了停战协商。
1801年10月塞巴斯蒂亚尼担任拿破仑军政府驻奥斯曼帝国领事馆外交使节，出使土耳其，1802年他游历了埃及。1803年被晋升为准将。在返回法国后，1805年，他成为了第2龙骑兵旅的旅长，他的旅是最早进入维也纳的部队。在奥斯特里茨战役中塞巴斯蒂亚尼再次负伤，随后他晋升为少将。
1806年，他负责指挥第二军的第二师，但是没过多久他就被替换下来并被委任为法国驻土耳其大使，从而开始了他的第二次东方之行。在任职期间他努力说服土耳其苏丹穆斯塔法四世进攻俄国，进而减轻法国在欧洲的压力。1807年，在他杰出的组织下土耳其人成功击退了英国人对君士坦丁堡的进攻。为了表张他的功绩，他被授予了大鹰级法国荣誉军团勋章。

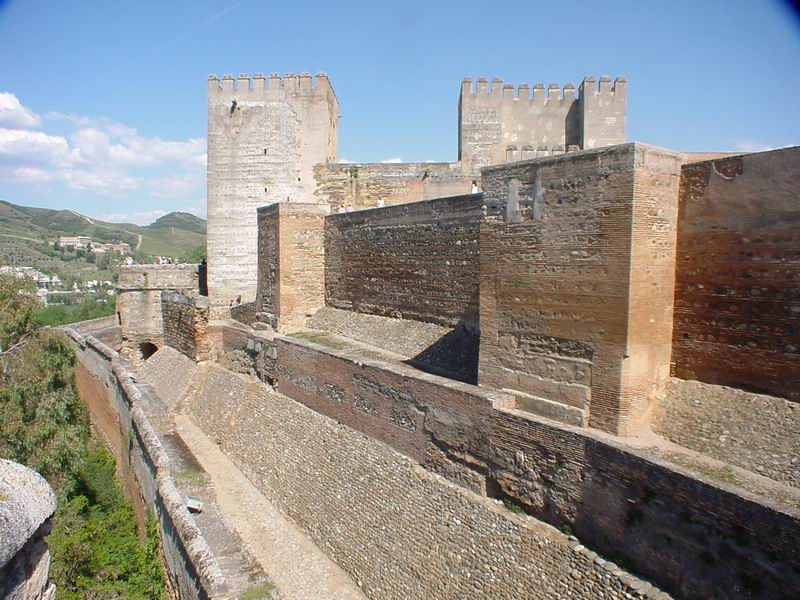
阿尔罕布拉要塞

1808年，塞巴斯蒂亚尼返回法国后就投入了正在进行的西班牙半岛战争，他负责指挥西班牙军团第4军第1师。他的师先后参加了杜朗戈（Durango）、圭涅斯（Guenes）和瓦尔马塞达（Valmaceda）等战役，随后又以第4军军长的身份参加了雷亚尔城（Ciudad-Réal）、塔拉维拉（Talavera）、阿尔莫纳西（Almonacid）和奥卡纳（Ocana）战役。1810年，他指挥第4军参加了安达卢西亚远征，由于先后在Alcala la Réal、格林纳达Grenada、马拉加Malaga、Castrit和Rio Almanzor获胜，1810年被封为帝国伯爵。
1811年，塞巴斯蒂亚尼离开了他的职位，在接下来的远征俄国的战役中他负责指挥蒙布仑将军第2骑兵军的第2轻骑兵师。在蒙布仑将军以及他的继任者科兰古将军先后在博罗季诺战役牺牲后，第2军改由塞巴斯蒂亚尼指挥。在撤退过程中他的部队在温科沃（Winkowo）遭遇了严重危机，这使得他名誉受损。加上之前8月份他曾在Inkowo被普拉托夫袭击，一些士兵给他起了一个“袭击将军”（"General Surprise"）的外号，以讽刺他行军过程中很少做适当的侦查，以至于那么容易被敌人袭击。1812年12月，塞巴斯蒂亚尼开始指挥大军团的所有骑兵，虽然他们已所剩不多。
1813年初，塞巴斯蒂亚尼率领新组建的第2骑兵军在欧仁亲王指挥下继续战斗。在1813年第二阶段战事中，他参加了什普羅塔瓦和卡茨巴赫战役，在莱比锡战役塞巴斯蒂亚尼被长矛刺中胸部。汉瑙战役后他的部队被划归为麦克唐纳元帅指挥。
1814年法兰西战役期间，塞巴斯蒂亚尼在麦克唐纳手下指挥一个骑兵军作战，波旁王朝复辟后他离开了军界。
1815年，当拿破仑从厄尔巴岛重回法国时，塞巴斯蒂亚尼再次回到了拿破仑身边。不过他只在国民自卫队里得到了一个职务。波旁王朝第二次复辟后，1819年塞巴斯蒂亚尼任下议院议员，代表科西嘉岛。1824年的立法选举中受挫，失去议员资格。
七月革命后，他担任弗朗索瓦·基佐内阁的海军部长(1830年秋)，10月17日开始任雅克·拉菲特和让·卡西米尔-佩里埃政府的外交部长。1832年与Antoine Héraclius Agénor de Gramont之女Aglaé Angélique Gabrielle de Gramont结婚，格拉蒙是俄罗斯将军达维多夫的遗孀。他退休后，中风导致他部分瘫痪，在意大利半岛旅行。他后来担任过很短一段时间的国务部长。
1833年，塞巴斯蒂亚尼被任命为驻两西西里王国大使，1835年- 1840年驻伦敦和爱尔兰大使。

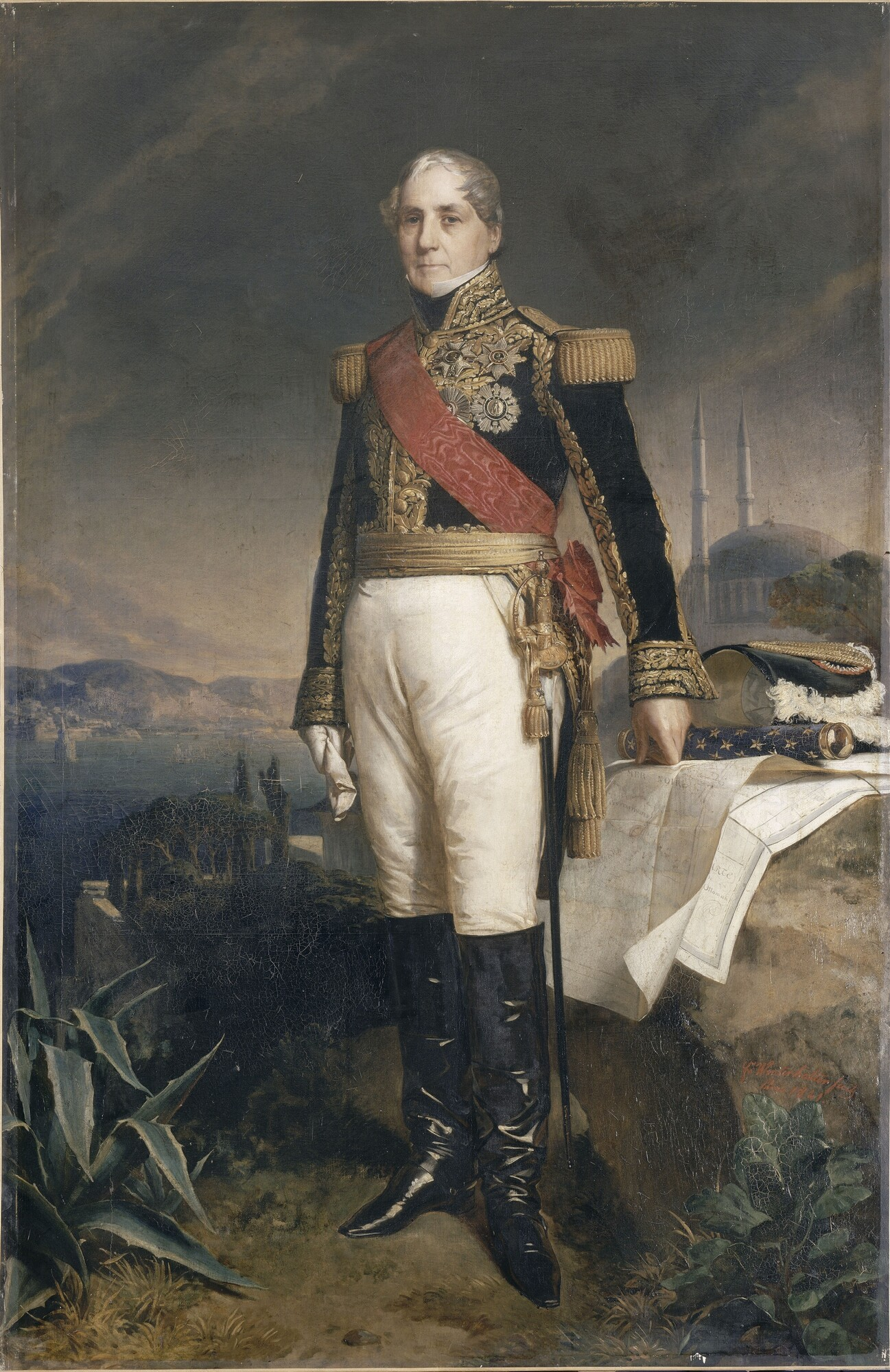
塞巴斯蒂亚尼身穿元帅制服肖像, 弗朗茨·哈维尔·温特哈尔特, 1841年

1840年被路易-菲利普国王授予法国元帅头衔，1842年被封为法国贵族。1847年他唯一的女儿的死亡造成他晚年很大的阴影。舒瓦瑟尔-普拉斯兰公爵夫人范妮是他的第一次婚姻所生的女儿，1825年嫁给了普拉斯兰公爵，她的死是19世纪最著名的谋杀案。范妮指责夏尔·德·舒瓦瑟尔-普拉斯兰欺骗她，让她和她的孩子分开。她被杀被认为是由于公爵计划和他们孩子的家庭教师一起私奔。舒瓦瑟尔-普拉斯兰被逮捕并等待法庭审判时被假释，1847年8月24日自杀，去世前他否认了所有指控。公众舆论开始对贵族不满，这个事件间接导致1848年的革命爆发，1848年的事件结束了塞巴斯蒂亚尼在科西嘉岛的影响，四年后塞巴斯蒂亚尼在吃早饭的时候突然去世。他的葬礼在巴黎荣军院举行，出席的有夏尔·路易·拿破仑·波拿巴总统和其他第二共和国的官员。